# Club MTV (Reino Unido e Irlanda)
Club MTV é um canal de televisão de música eletrônica 24 horas operado pela ViacomCBS Networks UK & Australia, lançado em 20 de abril de 2001. Foi disponibilizado no Reino Unido e na Irlanda em serviços de assinatura de satélite e televisão digital. Exibia videoclipes dance, EDM, trance, house, rave, eurodance e música urbana. O canal foi encerrado juntamente ao MTV OMG e MTV Rocks no dia 20 de julho de 2020. O videoclipe da música High on Life de Martin Garrix e Bonn foi o último exibido na programação do canal.
As versões europeia e australiana do MTV Dance foram rebatizados posteriormente como Club MTV.
Em 14 de abril de 2025, o Club MTV foi relançado no Reino Unido, substituindo o MTV Hits.